# Atlas (månekrater)
 For alternative betydninger, se Atlas. (Se også artikler, som begynder med Atlas)
Atlas er et fremtrædende nedslagskrater på Månen, beliggende på den nordøstlige del af Månens bagside, sydøst for Mare Frigoris. Det er opkaldt efter titanen Atlas fra den græske mytologi.
Navnet blev officielt tildelt af den Internationale Astronomiske Union (IAU) i 1935. 
Krateret observeredes første gang i 1645 af Johannes Hevelius.

## Omgivelser
Lige vest for Atlas ligger det lidt mindre, men stadig betydende Herculeskrater. Nordøst for ligger det store Endymionkrater. 

## Karakteristika
Den indre væg i Atlaskrateret består af mange terrasser, og kanten er faldet sammen, så der nærmest er dannet en skarp æg. Der er tale om et krater med sprækker i kraterbunden og et ujævnt og bakket indre, som har en lysere albedo end omgivelserne. Revner i kraterbunden er sædvanligvis resultatet af vulkansk aktivitet.
Der findes to mørke strækninger langs væggens indre kant. Den ene findes langs dens nordlige og den anden langs den sydlige kant. Et system snævre kløfter ved navn Rimae Atlas krydser kraterbunden og er af vulkansk oprindelse. Langs den indre nordlige og nordøstlige side findes en håndfuld kratere med mørk karakter, som mest sandsynligt er fremkommet ved udbrud. Omkring midten af kraterbunden findes en samling lave bakker, der danner en cirkulær formation.

## Satellitkratere
De kratere, som kaldes satellitter, er små kratere beliggende i eller nær hovedkrateret. Deres dannelse er sædvanligvis sket uafhængigt af dette, men de får samme navn som hovedkrateret med tilføjelse af et stort bogstav. På kort over Månen er det en konvention at identificere dem ved at placere dette bogstav på den side af satellitkraterets midte, som ligger nærmest hovedkrateret. Atlaskrateret har følgende satellitkratere:
| Atlas | Længde  | Bredde  | Diameter |
| ----- | ------- | ------- | -------- |
| A     | 45,3° N | 49,6° Ø | 22 km    |
| B     | 50,4° N | 49,6° Ø | 25 km    |
| C     | 48,6° N | 42,5° Ø | 58 km    |
| D     | 50,7° N | 46,5° Ø | 23 km    |
| E     | 51,3° N | 48,6° Ø | 6 km     |
| F     | 49,6° N | 52,7° Ø | 27 km    |
| G     | 44,4° N | 44,2° Ø | 4 km     |
| H     | 45,1° N | 45,0° Ø | 5 km     |

## Måneatlas
- Billeder af Atlaskrateret i LPI-måneatlasset